# United States Census 1830
Der United States Census 1830 war die fünfte Volkszählung in den USA seit 1790. Als Ergebnis der Auszählung wurde für die USA zum Stichtag 1. Juni 1830 eine Bevölkerungszahl von 12.866.020 Einwohnern ermittelt, wovon 2.009.043 Sklaven waren. Insgesamt 24 Bundesstaaten umfasste diese Volkszählung.
Die Daten enthalten Angaben zum Namen des Familienoberhaupts, die Wohnanschrift, Anzahl der freien weißen Personen (Männer und Frauen nach Altersgruppen wie in den Volkszählungen zuvor), Anzahl der Sklaven und farbigen Personen nach Altersgruppen, blinde (ohne Altersgruppen), taube und schwachsinnige Personen (nach drei Altersgruppen) sowie Ausländer.
Die Daten der Volkszählung in den Staaten Delaware, Georgia, Kentucky, New Jersey, Tennessee und Virginia von 1790 bis 1830 gingen verloren.
Die in den alle zehn Jahre stattfindenden Volkszählungen der Vereinigten Staaten ermittelten Einwohnerzahlen der Bundesstaaten sind der Schlüssel zur Festlegung der Anzahl der Abgeordneten aus diesen Bundesstaaten im Repräsentantenhaus der Vereinigten Staaten. Die Anpassung wird in der Regel im übernächsten Kongress nach einer Volkszählung vorgenommen.

## Bevölkerungsreichste Städte
Die 50 bevölkerungsreichsten Städte der USA nach Einwohnerzahl im Jahr 1830.
| Rang | Stadt              | Bundesstaat          | Bevölkerung |
| ---- | ------------------ | -------------------- | ----------- |
| 1    | New York City      | New York             | 202.589     |
| 2    | Baltimore          | Maryland             | 80.620      |
| 3    | Philadelphia       | Pennsylvania         | 80.462      |
| 4    | Boston             | Massachusetts        | 61.392      |
| 5    | New Orleans        | Louisiana            | 46.082      |
| 6    | Charleston         | South Carolina       | 30.289      |
| 7    | Northern Liberties | Pennsylvania         | 28.872      |
| 8    | Cincinnati         | Ohio                 | 24.831      |
| 9    | Albany             | New York             | 24.209      |
| 10   | Southwark          | Pennsylvania         | 20.581      |
| 11   | Washington         | District of Columbia | 18.826      |
| 12   | Providence         | Rhode Island         | 16.833      |
| 13   | Richmond           | Virginia             | 16.060      |
| 14   | Salem              | Massachusetts        | 13.895      |
| 15   | Kensington         | Pennsylvania         | 13.394      |
| 16   | Portland           | Maine                | 12.598      |
| 17   | Pittsburgh         | Pennsylvania         | 12.568      |
| 18   | Brooklyn           | New York             | 12.406      |
| 19   | Troy               | New York             | 11.556      |
| 20   | Spring Garden      | Pennsylvania         | 11.140      |
| 21   | Newark             | New Jersey           | 10.953      |
| 22   | Louisville         | Kentucky             | 10.341      |
| 23   | New Haven          | Connecticut          | 10.180      |
| 24   | Norfolk            | Virginia             | 9.814       |
| 25   | Rochester          | New York             | 9.207       |
| 26   | Charlestown        | Massachusetts        | 8.783       |
| 27   | Buffalo            | New York             | 8.668       |
| 28   | Georgetown         | District of Columbia | 8.441       |
| 29   | Utica              | New York             | 8.323       |
| 30   | Petersburg         | Virginia             | 8.322       |
| 31   | Alexandria         | District of Columbia | 8.241       |
| 32   | Portsmouth         | New Hampshire        | 8.026       |
| 33   | Newport            | Rhode Island         | 8.010       |
| 34   | Lancaster          | Pennsylvania         | 7.704       |
| 35   | New Bedford        | Massachusetts        | 7.592       |
| 36   | Gloucester         | Massachusetts        | 7.510       |
| 37   | Savannah           | Georgia              | 7.303       |
| 38   | Nantucket          | Massachusetts        | 7.202       |
| 39   | Hartford           | Connecticut          | 7.074       |
| 40   | Moyamensing        | Pennsylvania         | 6.822       |
| 41   | Springfield        | Massachusetts        | 6.784       |
| 42   | Augusta            | Georgia              | 6.710       |
| 43   | Lowell             | Massachusetts        | 6.474       |
| 44   | Newburyport        | Massachusetts        | 6.375       |
| 45   | Lynn               | Massachusetts        | 6.138       |
| 46   | Cambridge          | Massachusetts        | 6.072       |
| 47   | Taunton            | Massachusetts        | 6.042       |
| 48   | Lexington          | Kentucky             | 6.026       |
| 49   | Reading            | Pennsylvania         | 5.856       |
| 50   | Nashville          | Tennessee            | 5.566       |